# イヨ・スカイ
イヨ・スカイ（IYO SKY、1990年5月8日 - ）は、日本の女性プロレスラー。身長155cm、体重54kg。神奈川県鎌倉市出身。WWE所属。血液型A型。旧リングネームは紫雷 イオ（しらい いお）。国内外の団体で高い評価を得ており、ESPNの女子レスラー・オブ・ザ・イヤー2023では2位。
スターダムでは紫雷イオのリングネームで活動。2度のワールド・オブ・スターダム王者、2度のワンダー・オブ・スターダム王者であり、団体初のグランドスラム達成者でもある。東京スポーツ新聞社の女子プロレス大賞を2015年から2017年まで3年連続で受賞すると、2018年に渡米しWWEに入団する。
NXTではNXT女子王座とNXT女子タッグチーム王座を獲得。2022年のサマースラムにイヨ・スカイとしてサプライズ登場し、メインロースターに昇格する。
翌年の8月に自身初の最高峰王座であるWWE女子王座を獲得すると、2025年3月には女子世界王座をリア・リプリーから奪取し、史上7人目のWWE女子グランドスラム達成者となる。また翌月のレッスルマニア41では防衛に成功し、日本人女子初のレッスルマニアでの勝利者となった。

## 所属
- フリーランス（2007年 - 2012年）
- スターダム（2012年 - 2018年）
- WWE（2018年 - ）

## 経歴
プロレスデビュー前には器械体操などを経験していた。

### フリーランス時代
2007年
- 3月4日、橋本友彦プロデュース興行『MAKEHEN』で、姉の美央と共にデビュー。

2009年
- 「TEAM MAKEHEN」から姉と共に退団。フリー転向後も「紫雷姉妹」としてさまざまな団体を渡り歩く。
- 女子プロレスラー華名とともにトリプルテイルズを結成し、自主興行も開催された。

2010年
- メキシコへ修行。AAAではマスクマン・OYUKI（美央はKAGUYA）として人気を博す。

2011年
- 7月、トリプルテイルズを9月で脱退することを発表。
- 8月14日の新木場大会でスターダム初参戦。高橋奈苗との「チーム丸顔（ガンガン）」で愛川ゆず季&美闘陽子の「BY砲」と対戦。ライダーキックで愛川からフォールを奪う。
- 9月のトリプルテイルズ興行をもって同ユニット脱退。以降は「紫雷姉妹」としてタッグも解消した。

### スターダム時代
2012年
- 3月4日、新木場1stRingにて、スターダム協力により初の単独自主興行であるデビュー5周年記念興行「-Carino!-」を開催。また、同大会中にスターダムに入団した事を発表した[6]。
- 7月22日、2ヶ月の休養期間[7] を経て、スターダム新木場1stRing大会にて復帰。

2013年
- 4月29日、スターダム初の両国国技館大会「両国シンデレラ」のセミファイナルにおいて、王者であったアルファ・フィーメルを破り、第3代王者となる。
- 12月、通算4冊目となる写真集「フォトリブレ」が発売され、初のセミヌードを披露。

2014年
- 5月6日、新木場1stRing大会にてハイスピード王座のチャンピオン夏樹☆たいようを破り同王座を奪取。
- 8月24日開幕のSTARDOM 5★STAR GP2015にエントリー、世IV虎を破り同大会初制覇。
- 12月7日、新木場1stRing大会にて岩谷麻優&彩羽匠とのタッグでアーティスト・オブ・スターダム王座獲得。

2015年
- 週刊プロレス制定の「プロレスグランプリ2014」にて女子部門で1位獲得。男子の1位である「100年に一人の逸材」棚橋弘至から公認を得て「逸女」を名乗り、キャッチコピーも「天空のジニアス」から「天空の逸女」に。
- 2月14日、新宿FACEにて開催された姉である紫雷美央の所属4団体合同興行「M.I.O」のメインで美央と3年ぶりの対戦。最後はムーンサルトで勝利を上げる。
- 5月6日、新木場1stRing大会にて岩谷麻優とのタッグでゴッデス・オブ・スターダム王座を獲得。
- 5月17日、後楽園ホール大会にてワンダー・オブ・スターダム王座獲得。これによりスターダムの5大王座を制覇、団体初のグランドスラム達成。
- 女子プロレス大賞を受賞[8]。

2016年
- 11月11日、スターダム新宿大会でのタッグリーグ決勝にて、タッグパートナーの岩谷麻優を裏切り、謎のマスクウーマン・HZKを呼び込み共闘を宣言。岩谷麻優とのタッグ「サンダー・ロック」及び岩谷麻優、宝城カイリとのトリオ「スリーダム」の解散も宣言。
- 11月20日、新木場大会にて紫雷イオ＆HZKvs岩谷麻優＆渡辺桃の試合中に渡辺桃が岩谷麻優を裏切ったため、自身のユニットに引き入れる。
- 11月27日、名古屋大会にてユニット名を「Queen's Quest」とする。

2017年
- 6月21日 後楽園大会で岩谷麻優に対して、ワールド・オブ・スターダム王座の15回目の防衛に失敗。
- 6月22日 25日のスターダム大阪大会を区切りに欠場にはいると発表。
- 7月30日 8月13日の後楽園大会より復帰と発表。

2018年
- 5月23日、後楽園大会で渡辺桃に対してワンダー・オブ・スターダム王座の11回目の防衛に失敗。
- 5月29日、後楽園大会（6月17日）をもってスターダム退団を発表した。
- 6月17日、退団前のラストマッチとして、「サンダー・ロック」が一夜限りの復活を果たし、花月＆葉月組に勝利。有終の美を飾った[9]。

### WWE時代
2018年
- 6月30日、WWEの両国国技館大会にてWWE入団を表明。
- 8月 WWEが開催した女子トーナメント「メイ・ヤング・クラシック2018」に里村明衣子、松本浩代らと共に参戦[10][11]。決勝でトニー・ストームに敗れて準優勝となった[12]。

2019年
- 6月1日、NXT TakeOver: XXVにてシェイナ・ベイズラーの NXT女子王座に挑戦。敗退するも試合後、ケンドースティック（竹刀）でベイズラーを滅多打ちにし、ムーンサルト2発を決める。
- 6月26日、NXT女子初の金網デスマッチでシェイナ・ベイズラーの NXT女子王座に再挑戦するも敗退。試合後にセコンドのキャンディス・レラエを椅子で殴打。「I don't need a friend」とヒール転向を匂わす言葉を残し会場を後にした。
- 7月10日、NXT番組内で正式にヒール転向を表明。
- 10月30日、NXT番組内でアーティストのポピーとコラボ。生演奏に合わせて花道を連れ立って入場した。
- 11月13日、NXT女子初のラダーマッチでミア・イムと対戦し勝利。
- 11月23日、NXT TakeOver: WarGamesにて女子チーム戦にチーム・ベイズラーの一員として出場。敗退するも試合後、翌日のサバイバー・シリーズに出場するNTXチームのメンバーに選ばれる。
- 11月24日、サバイバー・シリーズ2019にチームNXTとして参加。チームNXT勝利に貢献する。

2020年
- 5月6日、NXTにてシャーロット・フレアーのNXT女子王座に挑戦。シャーロットがケンドースティック（竹刀）で襲われ王座奪取ならず。
- 6月7日、NXT TakeOver:In Your Houseにてシャーロットとリア・リプリーとのNXT女子王座に挑戦。ムーンサルトを決めリプリーに3カウントでNXT女子王座奪取を決めた。

2022年
- 7月30日、リングネームを「イヨ・スカイ（IYO SKY）」に変更[13]。WWEサマースラム2022にてビアンカ・ベレアー対ベッキー・リンチの試合後ベイリー、ダコタ・カイと共に乱入し[14]、RAWに昇格した。後にこのメンバーでDamage CTRL (ダメージ・コントロール)（英語版）を結成する。
- 9月12日、RAWにてダコタ・カイと組んでラケル・ロドリゲス、アリーヤの保持するWWE女子タッグチーム王座に挑戦し、パートナーのダコタ・カイがアリーヤをフォールして勝利。RAW昇格約一ヶ月にしてWWE女子タッグチーム王座を獲得した。

2023年
7月1日、イギリス・ロンドンのO2アリーナにて開かれた、Ms.マネー・イン・ザ・バンク・ラダー・マッチに出場。ラダー（梯子）の上から、ラ・ケブラーダを決めるなど、観客を沸かせた。6人による混戦の末、初優勝。日本人女子ではASUKAに続き、二人目の快挙。
8月5日　フォード･フィールドで真夏の祭典・サマースラムが開催されたが、ビアンカ・ベレアがWWE女子王者アスカから丸め込みで勝利し新王者となる。しかしその直後イヨがキャッシュインの権利を行使し、ムーンサルトプレスで、ビアンカを圧殺。これがＷＷＥ女子王座初戴冠であり、また自身初のWWE最高峰王座獲得となった。
9月22日　スマックダウンで、アスカと注目の日本人対決。イヨが激闘を制し、ベルト防衛。
11月4日、クラウンジュエルでビアンカ・べレアにピンフォール勝ちし王座防衛に成功した。
11月25日、サバイバーシリーズで女子ウォーゲームズ戦に出場も、ダメージ・コントロール組はビアンカ・べレア組に敗北した。
2024年
4月7日、レッスルマニア40でロイヤルランブル優勝者のベイリーと防衛戦。ピンフォール負けを喫し、在位246日でWWE女子王座から陥落した。
11月2日、クラウン・ジュエルでカイリ・セインと組み、女子タッグ王座に挑戦したが、王座獲得を逃した。
2025年
3月4日、RAWにてリア・リプリーを破り女子世界王座を獲得し、女子グランドスラムを達成する。
4月20日（日本時間21日）のレッスルマニア41でビアンカ・ベレアー、リア・リプリーを相手に防衛する。
6月30日（日本時間7月1日）にWWEエボリューションの相手にリア・リプリーを指名。

## プロレス論
- 女子プロレスで「コノヤロー」、「バカヤロー」などの掛け声がかつて多かったのは、黙って闘うのではなく声を出すことで迫力が出て、攻防に見ごたえが増し、闘う人間の感情が出るという[16]。
  - 練習で声出しをするとスタミナの増強にもつながり、呼吸を整える能力も上がるという[16]。
- イオは「人間誰しもが人を叩いたり、殴ったりしたことはないと思うから」との理由で、練習生同士でエルボー合戦を行わせることがある[16]。

## その他
元女子プロレスラーの紫雷美央を実姉に、美央の夫で元プロレスラータンク永井を義兄に持つ。祖父は元プロ野球選手の大館勲。

## 得意技

### フィニッシュ・ホールド
ムーンサルトプレス
現在の主なフィニッシャー。
パッケージ・ジャーマンスープレックス
ダルマ式ジャーマンスープレックス。
ムーンサルト・フット・スタンプ

### 打撃技
エルボー
張り手
掌底アッパー
延髄斬り
ローリング・ソバット
阿吽
マットに片手をついて旋回し蹴りを放つ、リング内での619。
側転ヒップアタック
タイガースピンキック
セカンドロープに相手の上半身をもたれさせた状態で、助走をつけてロープに駆け寄りトップロープとセカンドを掴んでジャンプし両足をロープの間をくぐり抜ける様に回転させて相手の顔面を両足で蹴りつける。
コーナー ランニング ダブル・ニーアタック
ドロップキック
ランニング・低空式ドロップキック
コーナーランニング・ドロップキック

### 投げ技
スープレックス
スナップ・スープレックス
スーパープレックス
ジャーマンスープレックス
タイガースープレックス
ロコモーション式ジャーマンスープレックス
宝城カイリ戦では4連発で繰り出した。
スパニッシュ・フライ
夏樹☆たいようの得意技。最後のシングル戦で繰り出し勝利をおさめる。
ダブルアーム・フェイスバスター

### フォール技
マヒカ・デ・イオ
ラ・マヒストラルからジャパニーズ・レッグロール・クラッチで固め、フォールを奪う。
アルコイリス・デ・イオ
ダルマ式ジャーマンからジャパニーズ・レッグロール・クラッチで固め、フォールを奪う。

### 飛び技
ラ・ケブラーダ
後楽園でのビッグマッチでは場外客席スタンド入り口の上からも放つ。
イオ・ギャラクシーメテオ
仰向けの相手に対して走りこんで放つシューティング・スター・プレス。
サンダースプラッシュ
屈伸式ダイビング・ボディ・プレスと同じ技。
クロスボディーアタック
ミサイルキック
ライダーキック
福岡晶直伝。
コーナー最上段から前方一回宙返りをしてのミサイルキック。

### 関節技、締め技
クロスフェイス
テキサスクローバーホールド
ボストンクラブ
ハーフ・ボストンクラブ
フィギュア・フォー・レッグロック
原宿クラッチ
仰向け状態の相手の頭部を右腕ごと両足で挟み込み、自らの左手を首元に通して背中から回した右手とクラッチして締め上げる複合関節技。内藤哲也のプルマ・ブランカと似ているが両腕のクラッチの仕方が逆になっている変形タイプ。

## タイトル歴
WWE
- 第27代WWE女子王座
- 第30代女子世界王座

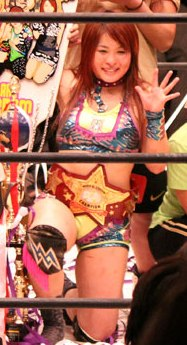
ワールド・オブ・スターダム王座

- 第15代、第17代WWE女子タッグチーム王座
  - パートナーはダコタ・カイ
- 第12代NXT女子王座
- 第4代NXT女子タッグチーム王座
  - パートナーはゾーイ・スターク
- 女子ダスティ・ローズ・タッグチーム・クラシック 優勝（2022年）
  - パートナーはケイ・リー・レイ
- Ms.マネー・イン・ザ・バンク 優勝（2023年）
- グランドスラム達成

スターダム
- 第3代、第11代ワールド・オブ・スターダム王座
- 第6代、第11代ワンダー・オブ・スターダム王座
- 第8代ハイスピード王座
- 初代SWA世界王座
- 第8代ゴッデス・オブ・スターダム王座
  - パートナーは岩谷麻優
- 第6代、第9代、第11代、第12代、第14代、第16代アーティスト・オブ・スターダム王座
  - パートナーは岩谷麻優&彩羽匠（第6代）、岩谷麻優&宝城カイリ（第9代）→HZK&渡辺桃（第11代）→HZK&AZM（第12代、第14代）→バイパー&HZK（第16代）
- STARDOM 5★STAR GP 優勝（2014年）
- GODDESSES OF STARDOM 優勝（2015年）
  - パートナーは岩谷麻優

※ イオが団体内初の全王座制覇の快挙を達成
プロレスリングWAVE
- 初代TLW世界女子ヤングタッグ王座
  - パートナーは紫雷美央

プロレス大賞
- 女子プロレス大賞（2015年、2016年、2017年）

## 入場テーマ曲
- Tokyo Shock - 現在使用中
- Genius of the Sky
- Scary Mask（Poppy）[19] - 2019年8月のPPV「NXT : TakeOver Toronto」で使用。
- Drama
- Drama-over the limit-（ビッグマッチ・バージョン）
- 『WE WILL ROCK YOU』（ブチアゲ♂ALL STARS）
- 『Z』の誓い / ももいろクローバーZ（岩谷麻優とのタッグ「サンダーロック」での入場時）

## 写真集
- 「FOTO LIBRE NUMERO29」（2012年）
- 「素顔」（2017年）
- 「Purple Thunder Lo First Photo Collection "Just Let"」（2017年12月16日 ワニブックス） ISBN 978-4847049781

## メディア出演
- ここが噂のエル・パラシオ（2011年10月 - 12月、テレビ東京）- あずみ 役
- 「髭男爵 山田ルイ53世のルネッサンスラジオ」（文化放送、2014年）
- めちゃ×2イケてるッ!（2018年3月31日放送分）

## その他
- 紫雷美央・イオ姉妹の上にもう一人姉がいる[20]（一般人で専業主婦）。ブログ「妹ちゃんがプロレスラー」を開設し、自作マンガで紫雷姉妹を中心とした日常エピソードを描いている。
  - 「紫雷イオのデビュー5周年記念興行」のためロゴをデザイン、当日は会場内の売店にて売り子を手伝っていたことを後にブログにて公表。